# Línea E3 (TUVISA)
La Línea E3 de TUVISA de Vitoria sirve para unir el centro de la ciudad y la zona de la Avenida de Gasteiz con el Pabellón Fernando Buesa Arena.

## Características
Esta línea especial une los días de partido del Baskonia Vitoria con el Pabellón Fernando Buesa Arena. Para la ida existen 2 recorridos, desde la calle Paz y desde la Avenida de Gasteiz frente al Europa. Para la vuelta existe un único recorrido.
La línea entró en funcionamiento a finales de octubre de 2009, como todas las demás líneas de TUVISA, cuándo el mapa de transporte urbano en la ciudad fue modificado completamente. 

### Frecuencias
| días de partido               |                   |
| 1h 5', 1h, 55', 35', 30', 25' | antes del partido |

| días de partido                  |
| Tras la finalización del partido |

## Recorrido

### Recorrido de Ida

#### Desde Paz
La línea comienza su recorrido en la Calle Paz, frente al Hospital Santiago, desde donde coge la calle Olaguíbel y la Calle Los Herrán. Al final de esta última vía accede al Portal de Villarreal y al Portal de Betoño, desde donde gira a la derecha hacia el Portal de Zurbano, donde se encuentra el pabellón.

#### Desde Europa
La línea comienza su recorrido en la Avenida de Gasteiz, frente al Palacio Europa. Siguiendo recto entra en la calle Honduras. Tras girar a la derecha accede a la calle Juan de Garay, Avenida del Cantábrico y al Portal de Zurbano. Dónde se encuentra el pabellón.

### Recorrido de vuelta
La línea comienza su recorrido en el Portal de Zurbano, frente al Pabellón Fernando Buesa Arena. Desde aquí accede al Paseo de los Humedales, Cuenca del Deba y Andalucía. Tras girar a la derecha accede a la Calle Valladolid y a Reyes de Navarra. Gira a la izquierda y entra en el Portal de Villarreal, que le lleva hasta la calle Francia y Paz. En este punto accede al centro de la ciudad por la Calle Independencia, General Álava, Becerro de Bengoa y Cadena y Eleta (Catedral). En este punto sigue por Mikaela Portilla. Para tras pasar por la Calle Lascaray, acceder a la Avenida de Gasteiz, dónde frente al Palacio Europa se encuentra el final de la línea.

## Paradas
| KBHFa |

| KBHFe |

| KBHFa |

| KBHFe |

| KBHFa |

| KBHFe |

| KBHFa |

| KBHFe |

| TRAM |

| TUNNEL1 |

| KBHFe |

| TRAM |

| TUNNEL1 |

| KBHFe |

| TRAM |

| TUNNEL1 |

| KBHFe |

| TRAM |

| TUNNEL1 |

| KBHFe |

| KBHFa |

| HST |

| HST |

| HST |

| TRAM |

| KBHFa |

| HST |

| HST |

| HST |

| TRAM |

| KBHFa |

| HST |

| HST |

| HST |

| TRAM |

| KBHFa |

| HST |

| HST |

| HST |

| TRAM |